# Francisco Ribeiro Telles
Francisco Maria de Sousa Ribeiro Telles GCIH • GOM • GCM (Lisboa, São José, 10 de maio de 1953) é um diplomata português que foi Secretário Executivo da Comunidade dos Países de Língua Portuguesa entre 2019 e 2021.

## Biografia
Filho mais velho de Gonçalo Ribeiro Telles. Licenciado em História pela Faculdade de Letras da Universidade de Lisboa. Em 1983 entra para os quadros do Ministério dos Negócios Estrangeiros como adido de embaixada; de 1983 a 1985 trabalhou como adjunto do Gabinete do Primeiro-Ministro; entre 1986 a 1987 oficia como consultor para assuntos de Relações Internacionais da Casa Civil do Presidente da República; de 1987 a 1994 integrou a missão permanente de Portugal na ONU, em Nova Iorque; em 1994 regressa para Lisboa e atua como chefe da Divisão I no Gabinete de Assuntos Políticos Especiais para o Timor-Leste e na Direção Geral de Política Externa; no período de 1995 a 1996 vai para assessoramento nas Relações Internacionais da Casa Civil do Presidente da República e de 1996 a 1999 vai de adjunto a chefe do Gabinete do Ministro dos Negócios Estrangeiros; de 1999 a 2002 serve como ministro-conselheiro na embaixada de Portugal em Madrid; pelos anos de 2002 a 2006 foi embaixador em Cabo Verde e de 2007 a 2012 foi embaixador em Luanda, capital de Angola; entre 2012 e 2016 serviu como embaixador em Brasília, no Brasil; daí, em 2016 foi ser embaixador de Portugal em Roma até 2018.
Em 2013 foi o vencedor da primeira edição do Prémio Francisco de Melo e Torres, premiação instituída pela Câmara de Comércio e Indústria Portuguesa para galardoar quem vencer na a disputa de o Melhor Diplomata Económico.

### Comunidade dos Países de Língua Portuguesa
Em 2018 foi eleito Secretário Executivo da Comunidade dos Países de Língua Portuguesa (CPLP) e foi empossado em 1 de janeiro de 2019, tendo cessado funções em julho de 2021.

### Condecorações[4][5]
- Comendador da Ordem Real da Estrela Polar da Suécia (28 de janeiro de 1987)
- Cavaleiro da Ordem do Infante D. Henrique de Portugal (21 de julho de 1987)
- Comendador da Ordem do Libertador da Venezuela (18 de novembro de 1987)
- Cavaleiro da Ordem Nacional da Legião de Honra de França (9 de maio de 1990)
- Comendador da Ordem da Fénix da Grécia (15 de novembro de 1990)
- Grande-Oficial da Ordem do Mérito de Portugal (13 de fevereiro de 1996)
- Grande-Oficial da Ordem de Rio Branco do Brasil (25 de julho de 1996)
- Banda da Ordem Mexicana da Águia Azteca do México (20 de julho de 1999)
- Grã-Cruz da Ordem do Mérito de Portugal (30 de agosto de 2002)
- Grã-Cruz da Ordem do Infante D. Henrique de Portugal (22 de julho de 2021)